# الألعاب البارالمبية الصيفية 2008
الألعاب البارالمبية الصيفية 2008 هي النسخة الرابعة عشر من الألعاب البارالمبية بدأت في 29 أغسطس و انتهت في 9 سبتمبر 2008 في بيجين، الصين بعد نجاح عرض المدينة في الحصول على شرف استضافة ألعاب البارلمبية والألعاب الأولمبية الصيفية.

## وصلات ذات صلة
- تونس في الألعاب البارالمبية الصيفية 2008